# ستارا بژژنگتسا
ستارا بژژنگتسا (به لهستانی:  Stara Brzeźnica) یک روستا در لهستان است که در گمینا نووا بژژنگتسا واقع شده‌است. ستارا بژژنگتسا ۴۴۳ نفر جمعیت دارد.